# Vương tôn Michael xứ Kent
Vương tôn Michael xứ Kent GCVO (Prince Michael of Kent, tên đầy đủ là Michael George Charles Franklin, sinh ngày 4 tháng 7 năm 1942) là cháu nội của vua George V của Anh và Vương hậu Mary, anh em họ của Nữ vương Elizabeth II. Ông cũng là chú bác họ của Vương tế Philip, Công tước xứ Edinburgh. Công tử Michael đôi khi thay mặt Nữ vương thực hiện nhiệm vụ vương thất trong phạm vi Liên hiệp Vương quốc Anh. Ông sở hữu một công ty tư vấn kinh doanh và quản lý những công việc thương mại khác nhau trên thế giới. Ông cũng đã trình chiếu một số phim tài liệu truyền hình về các gia đình vương thất của châu Âu. Ông được đặt theo tên Đại công tước Mikhail Aleksandrovich của Nga, em trai của Sa hoàng Nikolai II của Nga, và anh em họ của ba ông bà của ông.

## Thiếu thời
Vương tôn Michael sinh ngày 04 tháng 7 năm 1942, tại Coppins, Iver, Buckinghamshire. Cha ông là Công tước xứ Kent, con trai thứ tư của Quốc vương George V và Vương hậu Mary. Công tước xứ Kent đã qua đời trong một tai nạn máy bay gần Caithness, Scotland vào ngày 25 tháng 8 năm 1942, chỉ sáu tuần sau khi Vuơng tôn Michael xứ Kent được sinh ra. Vào thời điểm sinh ra, Vuơng tôn xếp thứ bảy trong dòng kế vị người bác của ông, Vua George VI.
Mẹ ông là Công tước phu nhân xứ Kent (nhũ danh Vuơng tôn nữ Marina của Hy Lạp và Đan Mạch), con gái của Vương tử Nicholas của Hy Lạp và Đan Mạch và Nữ Đại Công tước Elena Vladimirovna của Nga. Với tư cách là hậu duệ dòng nam của Vua George V, ông được xem là một vương tôn Anh quốc, được tôn xưng là Vương gia Điện hạ.

## Kết hôn

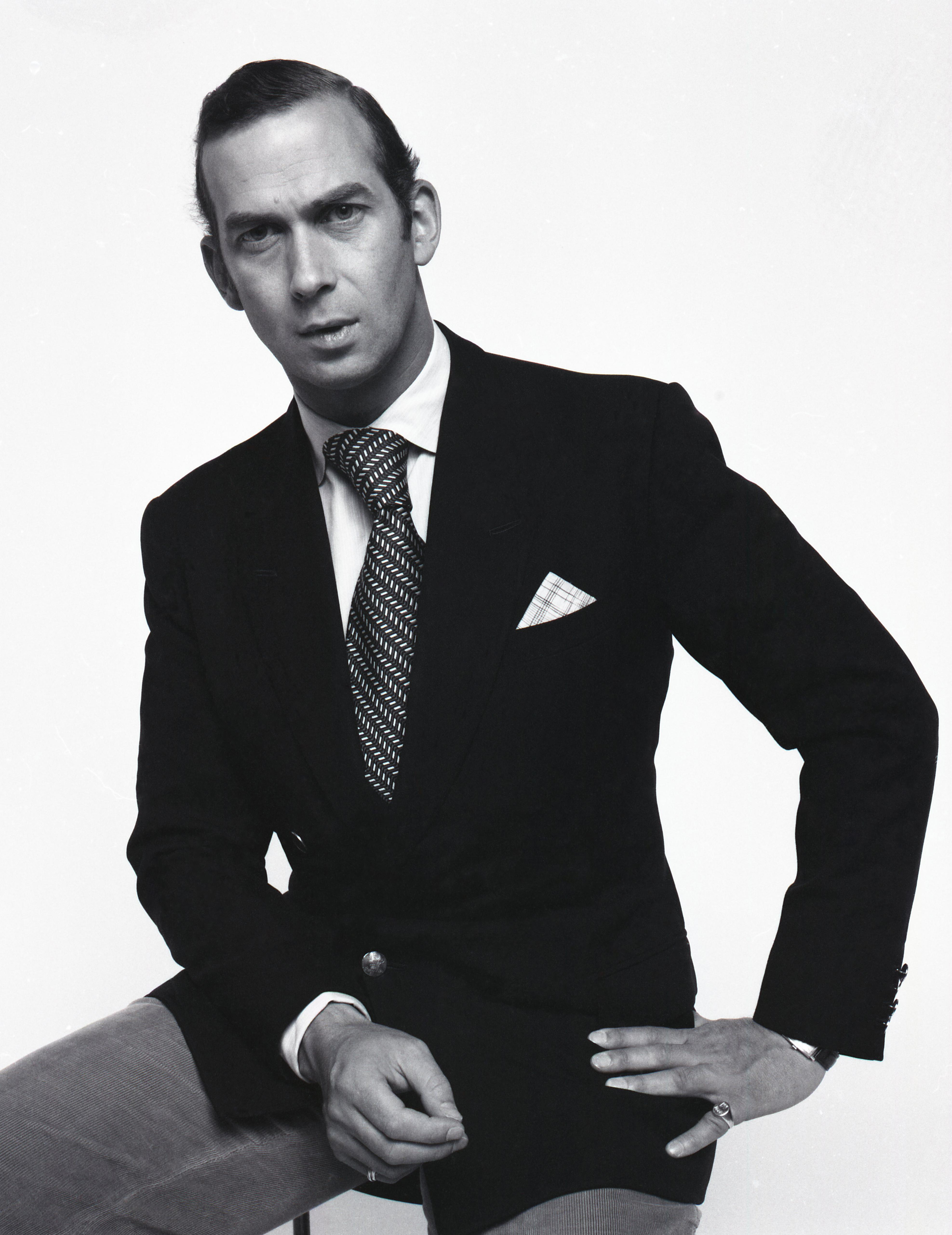
Công tử Michael, chụp bởi Allan Warren.

Ngày 30 Tháng 6 năm 1978, Vuơng tôn Michael xứ Kent kết hôn tại một buổi lễ dân sự tại Rathaus, Vienna, Áo với Nữ Nam tước Marie-Christine von Reibnitz, con duy nhất của Nam tước Gunther Hubertus von Reibnitz và Nữ Bá tước Maria Szapáry von Muraszombath.
Vào thời điểm của cuộc hôn nhân, Nữ Nam tước không chỉ là một tín đồ Công giáo La Mã, mà còn là một người phụ nữ li dị chồng. Cô từng kết hôn với nhân viên ngân hàng Thomas Troubridge, họ li thân vào năm 1973, đã ly dị vào năm 1977, và cuộc hôn nhân của họ đã bị hủy bỏ bởi Giáo hội Công giáo La Mã một năm sau đó, hai tháng trước khi cô kết hôn với Vương tôn Michael. Đạo luật 1701 Settlement không cho phép bất kỳ ai kết hôn với tín đồ Công giáo La Mã được kế thừa ngai vàng, Vương tôn Michael mất quyền kế thừa ngay khi cưới Marie Christine. Sau đó, căn cứ theo Đạo luật Vương miện 2013, Vương tôn Michael lại được đưa tên vào dòng kế thừa vương quyền Anh quốc.
Vợ ông trở thành Vương gia Điện hạ Vương tôn phi Michael xứ Kent. Vương tôn và Vương tôn phi Michael xứ Kent có hai con, cả hai người trong số họ giữ quyền thừa kế ngai vàng từ lúc sinh vì đều là tín đồ Anh giáo:
- Lord Frederick Windsor, sinh ngày 06 tháng 4 năm 1979, đã kết hôn, 12 Tháng 9 năm 2009, Sophie Winkleman và xếp thứ 39 trong Danh sách kế vị ngai vàng nước Anh.
- Lady Gabriella Windsor, sinh ngày 23 tháng 4 năm 1981, và xếp thứ 40 trong danh sách kế vị ngai vàng nước Anh. Giáo dục tại Downe House và Đại học Brown, Mỹ.

## Tước hiệu
- Từ 4/6/1942 - nay: Vương tôn Michael xứ Kent Điện hạ
- Tước hiệu đầy đủ của ông là: Vương gia Điện hạ Vương tôn Michael George Charles Franklin xứ Kent, Knight Grand Cross of the Royal Victorian Order, Knight of Justice of the Most Venerable Order of the Hospital of Saint John of Jerusalem.